# Seznam trpaslíků Středozemě
Toto je seznam trpaslíků objevujících se ve fiktivním světě anglického spisovatele J. R. R. Tolkiena.

## A

### Azaghâl
Azaghâl byl trpasličím králem Belegostu v prvním slunečním věku. Proslavil se v bitvě nespočetných slz, do které vedl trpaslíky z Ered Luin. V souboji s drakem Glaurungem byl smrtelně raněn, avšak z posledních sil se mu podařilo vrazit obrovitému hadovi svůj nůž do břicha. Glaurung poté prchnul z bojiště. Azaghâlovo tělo vynesli jeho bojovníci za zpěvu žalmů z bitevní vřavy a žádný Morgothův sluha se je při tom neodvážil napadnout.

## B

### Balin
Balin (2763 – 10.11.2994 T. v.) se zúčastnil výpravy Thorina Pavézy k Osamělé hoře, přičemž se stal dobrým přítelem hobita Bilbo Pytlíka. Byl Dvalinovým bratrem. V roce 2989 vedl trpasličí výpravu do zpustlé Morie, kde jej však v roce 2994 ze zálohy zastřelili skřeti. Jeho zbývající druhové vystavěli padlému Balinovi hrob, na němž bylo napsáno: Balin syn Fundinův, vládce Morie. Při svém průchodu zpustlou Morií objevilo jeho náhrobek Společenstvo prstenu.
Ve filmové trilogii Hobit, natočené režisérem Peterem Jacksonem, ztvárnil postavu Balina skotský herec Ken Stott.

### Bifur
Bifur (? – 3018 T. v.) byl jedním z dvanácti druhů Thorina Pavézy a Bilba Pytlíka na jejich cestě k Osamělé hoře. Bifur byl bratrancem Bofura a Bombura. Nosil žlutou kapuci a hrál na klarinet. V souboji se zlobry se srdnatě bránil a zlobři jej za trest pověsili nejblíže ohně. Po znovuzaložení Království pod Horou obýval Bifur Erebor až do své smrti v roce 3018.
Ve filmové trilogii Hobit, natočené režisérem Peterem Jacksonem, ztvárnil Bifura novozélandský herec William Kircher.

### Bofur
Bofur (? – 3018 T. v.) byl jedním z dvanácti druhů Thorina Pavézy a Bilba Pytlíka na jejich cestě k Osamělé hoře. Bofur byl bratrancem Bifura a bratrem Bombura. Stejně jako Bifur nosil žlutou kapuci a uměl hrát na klarinet. Byl téměř zabit Šmakem spolu s Bomburem, když se drak nenápadně vyplazil z Osamělé hory a napadnul výpravu na jejím úbočí. V království pod Horou žil až do své smrti v roce 3018.
Ve filmové trilogii Hobit, natočené režisérem Peterem Jacksonem, ztvárnil roli Bofura britský herec James Nesbitt.

### Bombur
Bombur (? – 3018 T. v.) byl jedním z dvanácti druhů Thorina Pavézy a Bilba Pytlíka na jejich cestě k Osamělé hoře. Pocházel z mórijských trpaslíků, nebyl však z Durinovy větve. Bombur byl bratrancem Bifura a bratrem Bofura. Tlustý Bombur byl vždy ve všem poslední a často přitahoval problémy. Když výprava v Temném hvozdu překonávala Začarovanou řeku, byl to právě on, kdo spadnul do zakleté říční vody, načež upadnul do tvrdého spánku a odsoudil tak své druhy, aby jej kus cesty nesli. Uměl hrát na buben. Na sklonku života Bombur natolik přibral, že se nedokázal sám pohybovat a muselo jej proto přenášet šest trpaslíků.
Ve filmové trilogii Hobit, natočené režisérem Peterem Jacksonem, ztvárnil Bombura novozélandský herec Stephen Hunter.

### Borin
Borin (2450 – 2711 T. v.) pocházel z Durinova lidu. Byl druhorozeným synem krále Náina II. a mladším bratrem krále Dáina I. Jeho prapravnukem byl Gimli, Přítel elfů. Borin žil až do roku 2590 v Ered Mithrin, načež následoval svého synovce Thróra zpátky do Ereboru.

## D

### Dáin I.
Dáin I. (2440 – 2589 T. v.), syn Náina II., byl posledním králem sjednoceného Durinova lidu. Vládl v Šedých horách do roku 2589. Tehdy se ze severu připlazili ledoví draci a jeden z nich krále Dáina usmrtil. Dlouhovousáči se poté rozdělili a opustili svá sídliště v Ered Mithrin.

### Dáin II. Železná noha
Dáin II. zvaný Železná noha (2767 – 3012 T. v.) byl králem Durinova lidu na přelomu třetího věku. V mládí bydlel se svou rodinou v Železných horách. Jako mladíček se zúčastnil války mezi trpaslíky a skřety. Proslavil se především v bitvě v Azanulbizaru, kde se mu podařilo usmrtit vůdce skřetů Azoga. V roce 2941 přispěchal se svými bojovníky na pomoc Thorinu Pavézovi a zasloužil se tak o vítězství spojenců v bitvě pěti armád. Po Thorinově smrti byl prohlášen králem Dlouhovousáčů, kterým zůstal i v průběhu války o Prsten. Padnul v roce 3019 v bitvě v Dolu a na jeho místo nastoupil jeho syn Thorin III. Kamenná přilba.
Postava krále Dáina se objevila i v Jacksonově filmu Hobit: Bitva pěti armád, kde ji ztvárnil britský herec Billy Connolly.

### Dís
Dís (2760 – ?) je jediná známá trpaslice z Tolkienova světa. Byla mladší sestrou Thorina Pavézy a matkou Fíliho a Kíliho.

### Dori
Dori (? – 3018 T. v.) byl jedním z dvanácti druhů Thorina Pavézy a Bilba Pytlíka na jejich cestě k Osamělé hoře. Byl bratrem Noriho a Oriho. Dori byl považován za nejsilnějšího člena Thorinovi výpravy. Když družina prchala v tunelech Mlžných hor před skřety, byl to právě on, kdo dostal za úkol nést jako první pomalého Bilba na zádech. Při útoku vrrků Dori slezl ze svého úkrytu a pomohl Bilbovi vylézt za ostatními do koruny stromu. Poté, když výpravu odnášeli orli se hobit držel za Doriho nohu. Po založení království pod Horou obýval Erebor až do své smrti v roce 3018.
Ve filmové trilogii Hobit, natočené režisérem Peterem Jacksonem, ztvárnil postavu Doriho novozélandský herec Mark Hadlow.

### Durin Nesmrtelný
Durin I., který byl pro svůj enormně dlouhý věk přezdíván jako Nesmrtelný, byl prý vůbec prvním trpaslíkem, který v prvním slunečním věku procitnul. Pod vrcholky Mlžných hor začal hloubit síně nejproslulejšího trpasličího města Khazad-dûm. Po své smrti byl nadále ctěn a Dlouhovousáči se podle něj označovali jako Durinův lid.

### Durin II.
Durin II. byl králem v Khazad-dûm.

### Durin III.
Durin III. byl králem v Khazad-dûm okolo roku 1600 D. v.. Obdržel první ze Sedmi prstenů moci.

### Durin IV.
Durin IV. byl králem v Khazad-dûm.

### Durin V.
Durin V. byl králem v Khazad-dûm.

### Durin VI.
Durin VI. (1731 – 1980 T. v.) byl králem v Khazad-dûm v době, kdy trpaslíci probudili v hlubinách pod horami balroga. Netvor usmrtil krále Durina a jeho syna Náina a byl později znám jako Durinova zhouba.

### Durin VII.
Durin VII. známý jako Durin Poslední vládl na počátku čtvrtého věku. Durin VII. odvedl Dlouhovousáče zpátky do opuštěných dolů Morie a znovuzaložil království Khazad-dûm.

### Dvalin
Dvalin (2772 T. v. – 91 Č. v.) byl jedním z dvanácti druhů Thorina Pavézy a Bilbo Pytlíka na jejich cestě k Osamělé hoře. Byl bratrem Balina a bratrancem Óina a Glóina. Byl prvním trpaslíkem, který vkročil do Bilbova domu. Nosil tmavě zelenou kapuci a zlatý pásek a uměl hrát na violu. Po založení království pod Horou pak obýval Erebor až do své smrti. Zemřel velmi starý v roce 91 čtvrtého věku, přičemž se dožil úctyhodných 340 let.
Ve filmové trilogii Hobit, natočené režisérem Peterem Jacksonem, ztvárnil postavu Dvalina skotský herec Graham McTavish.

## F

### Farin
Farin (2560 – 2803 T. v.), syn Borinův, byl otcem Fundina a Gróina.

### Fili
Fili (2859 – 2941 T. v.) byl jedním z druhů Thorina Pavézy a Bilba Pytlíka na jejich cestě k Osamělé hoře. Byl starším bratrem Kiliho a jejich matkou byla Dís, Thorinova sestra. Stejně jako jeho bratr nosil Fili modrou kapuci, stříbrný opasek a měl žluté vousy. Spolu s Kilim padl při obraně svého strýce v bitvě pěti armád.
Ve filmové trilogii Hobit, natočené režisérem Peterem Jacksonem, ztvárnil postavu Filiho novozélandský herec Dean O'Gorman.

### Flói
Flói (? – 2989 T. v.) byl jedním z trpaslíků, kteří následovali Balina na jeho výpravě za znovuobnovením trpasličího království ve zpustlé Morii. Flóimu se v boji se skřety podařilo usmrtit skřetího kapitána, ale zemřel v boji před branou zasažen lučištníkem. Byl pochován poblíž jezera Kheled-zâram. Jeho smrt byla zaznamenána v knize, kterou později objevilo Společenstvo prstenu v komnatě Mazarbul.

### Frerin
Frerin (2751 – 2799 T. v.) byl druhým synem krále Thráina II. a mladším bratrem Thorina Pavézy. Frerin zemřel na počátku bitvy v Azanulbizaru, kdy skřeti zatlačili trpaslíky do lesa rostoucího na okraji jezera Kheled-zâram.

### Frór
Frór (2552 – 2589 T. v.) byl druhým synem krále Dáina I. a bratrem Thróra a Gróra. Frór zemřel spolu se svým otcem po útoku ledového draka na jejich sídlo v Ered Mithrin v roce 2589.

### Fundin
Fundin (2662 – 2799 T. v.) byl synem Farina, bratrem Gróina a otcem Balina s Dvalinem. Fundin zemřel na počátku bitvy v Azanulbizaru, kdy skřeti zatlačili trpaslíky do lesa rostoucího na okraji jezera Kheled-zâram.

## G

### Gamil Zirak
Gamil Zirak byl trpasličí kovář žijící v prvním věku v Nogrodu. Mnohá jeho díla byla uložena mezi poklady Doriathkého krále Thingola. Gamilovým nejslavnějším žákem se stal Telchar.

### Gimli
Gimli (2879 T. v. – ?), syn Glóinův, je nejznámějším trpaslíkem Tolkienova světa. Na Elrondově radě byl vybrán jako zástupce trpaslíků do Společenstva prstenu, které mělo za cíl zničení Prstenu. Gimli se stal přítelem elfa Legolase a služebníkem paní Galadriel, která jej okouzlila svou krásou. Proto byl Gimli znám jako Přítel elfů. Po smrti krále Elessara se spolu s Legolasem vydal na cestu přes moře.

### Glóin, syn Thorinův
Glóin, syn Thorinův (2136 – 2385 T. v.), byl po svém otci králem Durinova lidu. Vládl v Ered Mithrin.

### Glóin, syn Gróinův
Glóin, syn Gróinův (2783 T. v. – 15 Č. v.), byl mladším bratrem Óina a otcem Gimliho. Glóin byl jedním z třinácti druhů Thorina Pavézy a Bilba Pytlíka na jejich cestě k Osamělé hoře. Spolu se svým bratrem byl proslulý v rozdělávání ohně za jakýchkoliv podmínek. Po zabití Šmaka žil v Ereboru a v roce 3018 byl králem Dáinem poslán do Roklinky, aby požádal Elronda o radu. Zúčastnil se tak Elrondovy rady a jeho syn Gimli byl vybrán do Společenstva prstenu.
Ve filmové trilogii Hobit, natočené režisérem Peterem Jacksonem, ztvárnil postavu Glóina novozélandský herec Peter Hambleton.

### Gróin
Gróin (2671 – 2923 T. v.), syn Farinův, byl otcem Óina a Glóina.

### Grór
Grór (2563 – 2805 T. v.) byl třetí syn krále Dáina I.. Jeho staršími bratry byli Thrór a Frór. Grór odvedl většinu Durinova lidu po smrti svého otce do Železných hor.

## I

### Ibun
Ibun pocházel z čeledi Drobných trpaslíků a žil v prvním věku. Byl synem Mîma a bratrem Khîma. Spolu s otcem a bratrem bydlel na skalnaté hoře Amon Rûdh. Po smrti svého bratra se o svůj domov dělil s Túrinem a jeho družinou. Když však jeho otec Mîm prozradil skřetům Túrinův úkryt, zabili Morgothovi sluhové při drancování Amon Rûdhu také Ibuna.

## K

### Khîm
Khîm pocházel z čeledi Drobných trpaslíků a žil v prvním věku. Byl synem Mîma a bratrem Ibuna. Khîm byl zastřelen jedním z Túrinových mužů, Andrógem.

### Kili
Kili (2864 – 2941 T. v.) byl jedním z druhů Thorina Pavézy a Bilba Pytlíka na jejich cestě k Osamělé hoře. Byl ze všech společníků nejmladší. Jeho matkou byla Dís, Thorinova sestra. Stejně jako jeho starší bratr Fili nosil i Kili modrou kapuci, stříbrný opasek a měl žluté vousy. Spolu s Filim padl při obraně svého strýce Thorina v bitvě pěti armád.
Ve filmové trilogii Hobit, natočené režisérem Peterem Jacksonem, ztvárnil postavu Kiliho irský herec Aidan Turner. Ve filmu se Kili zamiloval do elfky Tauriel a v této verzi jej láska k ní stála život.

## L

### Lóni
Lóni (? – 2994 T. v.) byl jedním z trpaslíků, kteří následovali Balina na jeho výpravě za znovuobnovením trpasličího království ve zpustlé Morii. Padl v boji se skřety v roce 2994. Jeho smrt byla zaznamenána v knize, kterou později objevilo Společenstvo prstenu v komnatě Mazarbul.

## M

### Mîm
Mîm byl poslední Drobný trpaslík, který žil v prvním věku. Měl dva syny Khîma a Ibûna, se kterými bydlel v Amon Rûdhu. Poté, co skřetům vyzradil Túrina a jeho muže odešel Mîm do zpustlého Nargothrondu, kde jej posléze usmrtil Túrinův otec Húrin.

## N

### Náin I.
Náin I. (1832 – 1981 T. v.) byl synem krále Durina VI. a jeho následovníkem na trůně Trpasluje. Trpaslíci v roce 1980 probudili v hlubinách pod Mlžnými horami spícího balroga, který nejprve zabil krále Durina a o rok později také Náina.

### Náin II.
Náin II. (2338 – 2585 T. v.) byl synem krále Óina a vládl po svém otci Durinovu lidu v Šedých horách. Měl dva syny Dáina a Borina.

### Náin, syn Grórův
Náin (2665 – 2799 T. v.), syn Grórův vládl po svém otci Durinovu lidu usazenému v Železných horách. Poté, co morijští skřeti usmrtili krále Durinova lidu Thróra, vedl Náin vojsko ze Železných hor na pomoc svému bratranci Thráinovi. Náin v čele svých bojovníků obrátil vývoj bitvy v Azanulbizaru v prospěch trpaslíků, avšak zemřel při souboji se skřetem Azogem.

### Náli
Náli (? – 2994 T. v.) byl jedním z trpaslíků, kteří následovali Balina na jeho výpravě za znovuobnovením trpasličího království ve zpustlé Morii. Padl v boji se skřety v roce 2994. Jeho smrt byla zaznamenána v knize, kterou později objevilo Společenstvo prstenu v komnatě Mazarbul.

### Nár
Nár byl blízkým druhem krále Thróra. Když starý a zoufalý Thrór opustil své útočiště na Vrchovině, doprovázel jej na jeho poslední cestě právě Nár. Společně prošli průsmykem Rudorohu a sešli do údolí Azanulbizar. Přišli k otevření bráně Morie a Thrór nedbajíc Nárova varování vešel dovnitř. Nár čekal u otevřené brány dokud jednoho dne nevyhodili skřeti královo tělo ven. Skřeti smrt krále Thróra označili jako hrozbu a varování všem trpaslíkům, kteří by se znovu pokusili vkročit do dolů Morie a Nára využili jako posla. Nár s pláčem uprchl zpátky na Vrchovinu a co viděl vypověděl Thrórovu synu Thráinovi, který zdědil otcův titul. Rozzuřený Thráin poté začal válku mezi trpaslíky a skřety.

### Narvi
Narvi byl trpaslíkem, který v druhém věku zbudoval západní bránu Trpasluje. Jeho jméno bylo na bránu napsáno elfem Celebrimborem z království Eregion.

### Nori
Nori byl jedním z dvanácti druhů Thorina Pavézy a Bilbo Pytlíka na jejich cestě k Osamělé hoře. Byl bratrem Doriho a Oriho a stejně jako bratři uměl hrát na flétnu.
Ve filmové trilogii Hobit, natočené režisérem Peterem Jacksonem, ztvárnil postavu Noriho novozélandský herec Jed Brophy.

## O

### Óin, syn Glóinův
Óin (2238 – 2488 T. v.), syn Glóinův, byl po svém otci králem Durinova lidu. Vládl v Ered Mithrin.

### Óin, syn Gróinův
Óin (2774 – 2994 T. v.), syn Gróinův, byl starším bratrem Glóina a tím pádem Gimliho strýcem. Óin byl jedním z dvanácti druhů Thorina Pavézy a Bilba Pytlíka na jejich cestě k Osamělé hoře. Spolu se svým bratrem byl proslulý v rozdělávání ohně za jakýchkoliv podmínek. Následoval Balina na jeho výpravě za znovuobnovením trpasličího království ve zpustlé Morii. Byl zabit v roce 2994 u západní brány Hlídačem ve vodě.
Ve filmové trilogii Hobit, natočené režisérem Peterem Jacksonem, ztvárnil Óina britský herec John Callen.

### Ori
Ori byl jedním z dvanácti druhů Thorina Pavézy a Bilba Pytlíka na jejich cestě k Osamělé hoře. Byl bratrem Doriho a Noriho a stejně jako oba bratři uměl hrát na flétnu. Následoval Balina na jeho výpravě za znovuobnovením trpasličího království ve zpustlé Morii. Padl jako jeden z posledních trpaslíků, kteří kladli svůj zoufalý odpor v komnatě Mazarbul. Byl to právě Ori, kdo udělal poslední záznam v knize, kterou později objevilo Společenstvo prstenu.
Ve filmové trilogii Hobit, natočené režisérem Peterem Jacksonem, ztvárnil Oriho britský herec Adam Brown.

## T

### Telchar
Telchar byl nejvýznamnější a nejproslulejší trpasličí kovář ve Středozemi. Žil v prvním věku a pocházel z Nogrodu. Mezi jeho nejznámější díla patřil meč Narsil, Dračí přilba z Dor-lóminu a nůž Angrist.

### Thorin I.
Thorin I. (2035 – 2289 T. v.) byl po svém otci Thráinovi I. králem Durinova lidu. Thorin odvedl velkou část Dlouhovousáčů z Ereboru do Ered Mithrin, které lákaly trpaslíky velkým bohatstvím cenných rud.

### Thorin II. Pavéza
Thorin II. Pavéza (2746 – 2941 T. v.) zdědil po svém otci Thráinovi II. titul krále Durinova lidu. Jako mladík se zúčastnil války trpaslíků se skřety a proslavil se udatností v bitvě v Azanulbizaru. V boji totiž místo svého rozťatého štítu používal dubovou větev. Po otcově smrti vedl hobita Bilba Pytlíka a dvanáct svých druhů k Osamělé hoře. Zde došlo po zabití draka Šmaka v roce 2941 k bitvě pěti armád, v níž Thorin utržil smrtelná zranění a zanedlouho po bitvě zemřel.
Ve filmové trilogii Hobit, natočené režisérem Peterem Jacksonem, ztvárnil postavu Thorina britský herec Richard Armitage. V této adaptaci Thorin v bitvě v Azanulbizaru zranil Bílého skřeta Azoga, kterého usmrtil v bitvě pěti armád.

### Thorin III. Kamenná přilba
Thorin III. Kamenná přilba byl po svém otci Dáinovi králem Durinova lidu. Po pádu Saurona spolu s králem Dolu Bardem II. rozehnali vojsko Východňanů obléhající Erebor. Poté vládl trpaslíkům v Osamělé hoře i v Železných horách. Za jeho panování byla trpaslíky opravena brána Minas Tirith a založena kolonie v Aglarondu.

### Thráin I.
Thráin I. (1934 – 2190 T. v.) byl králem Durinova lidu poté, co byl jeho otec Náin I. zabit balrogem. Thráin poté založil Království pod Horou v Ereboru. V nitru hory našel klenot Arcikam, který nazval Srdce hory.

### Thráin II.
Thráin II. (2644 – 2850 T. v.) byl králem Dlouhovousáčů po smrti svého otce Thróra. Thráin vedl trpaslíky do vítězné války proti skřetům. Po bitvě v Azanulbizaru, kde zemřel jeho syn Frérin, odešel s prvorozeným Thorinem a dcerou Dís do Ered Luin. V roce 2841 vyrazil pouze s několika druhy na cestu k Osamělé hoře. Na okraji Temného hvozdu však byl unesen Sauronovými sluhy, načež mu byl odebrán poslední z trpasličích prstenů a po mučení zemřel v kobkách Dol Gulduru. Před svou smrtí stačil předat mapu a klíč od Osamělé hory čaroději Gandalfovi.

### Thrár
Thrár (? – 2994 T. v.) byl jedním z trpaslíků, kteří následovali Balina na jeho výpravě za znovuobnovením trpasličího království ve zpustlé Morii. Padl v boji se skřety v roce 2994. Jeho smrt byla zaznamenána v knize, kterou později objevilo Společenstvo prstenu v komnatě Mazarbul.

### Thrór
Thrór (2542 – 2790 T. v.) byl prvorozeným synem krále Dáina I. a po smrti svého otce se stal králem Durinova lidu. Jeho mladšími bratry byli Frór a Grór. Thrór odvedl část otcova lidu z Ered Mithrin zpátky do Ereboru, odkud jej však v roce 2770 vyhnal drak Šmak. Thrór s rodinou a malou družinou uprchl na Vrchnovinu. V roce 2790 se pouze se svým druhem Nárem odebral k východní bráně Morie. Byl usmrcen skřety a jeho smrt rozpoutala šestiletou válku mezi oběma rasami.